# Ричард Къртис
Ричард Къртис, CBE (на английски: Richard Curtis) е британски сценарист, режисьор и актьор от новозеландски произход, носител на „Британска награда за независимо кино“, „Британска комедийна награда“, две награди „Еми“ и три награди БАФТА, номиниран е за „Сателит“, „Хюго“, „Европейска филмова награда“, „Оскар“ и две награди Златен глобус. Известен е с филмите „Четири сватби и едно погребение“, „Нотинг Хил“, „Наистина любов“, „Момичето в кафенето“, „Въпрос на време“, сериалите „Черното влечуго“, „Мистър Бийн“ и други.
Ричард Къртис е командор на Британската империя от 2000 г. заради приноса му към телевизионната и кино комедия. През 2003 г. е в списъка на 50-те най-смешни роли в британската комедия. Написал е и сценария за музикалния клип „Some Girls“ на Рейчъл Стивънс, който става хит №2 в британската топ листа.

## Биография
Ричард Къртис роден на 8 ноември, 1956 г. в Уелингтън, Нова Зеландия. Син е на изпълнителен директор в хранителната индустрия. Семейството на Къртис живее в няколко различни държави по време на детство му, сред които Швеция и Филипините. Част от семейството все още е в Сидни. Самият Къртис живее в Англия от 11-годишен.
Започва образованието си в училище „Папълуик“ (Papplewick), след което печели стипендия за „Хароу“ (Harrow), където е сред най-добрите ученици. Защитава диплома по „Английска литература“ в колежа „Christ Church“, Оксфорд. Също в Оксфорд среща и започва съвместната си работа с Роуън Аткинсън.
Ричард Къртис се жени за ТВ водещата Ема Фройд, имат 4 деца.

## Начало на писателска кариера
Заедно с Филип Поуп пише текста на сингъла „Meaningless Songs“ (In Very High Voices) на групата Hee Bee Gee Bees, пуснат в продажба през 1980 г., като пародия на стила на пеене в няколко от диско парчетата на Bee Gees. След това започва да пише сценарии за комедии в телевизията и киното.
Прекарва известно време като сценарист в телевизионното шоу „Not the Nine O'Clock News“, където пише много от песните заедно с Хауърд Гудъл, а сценария за много от скечовете съвместно с Роуън Аткинсън. Заедно с Аткинсън, а по-късно и с Бен Елтън, Къртис работи от 1983 до 1989 г. върху сериите на „Черното влечуго“, при които всеки нов сезон отразява различен период от английската история. Аткинсън води шоуто много успешно. Този успех продължава след това в комедийните серии на „Мистър Бийн“ (1990 – 1995).

## Филмова кариера
През 1995 г. Къртис вече е постигнал голям успех с романтичната комедия „Четири сватби и едно погребение“. Филмът е продуциран с доста ограничен бюджет през 1994 г. от британската продуцентска компания „Уъркинг Тайтъл Филмс“. Преди това „Уъркинг Тайтъл“ вече са работили веднъж с Къртис по филма му „The Tall Guy“ с участието на Джеф Голдблум.
„Четири сватби и едно погребение“ се доказва като хит с голям касов успех. Филмът превръща Хю Грант в национална звезда, а номинацията на Къртис за „Оскар“ в категория „най-добър филм“ го изстрелва напред.
Следващата работа на Къртис е отново за „Уъркинг Тайтъл“ – „Нотинг Хил“ (1999), режисиран от Роджър Мичъл, с участието на Хю Грант и Джулия Робъртс. Филмът се представя по-добре в боксофисът от „Четири сватби и едно погребение“ и към 1999 г. става най-касовия британски филм на всички времена. Филмът разказва историята на самотен собственик на магазин за карти и пътеводители, който се влюбва в най-известната филмова звезда.
Следващият филм на Къртис за „Уъркинг Тайтъл“ не е оригинален сценарий. Той е адаптация на „Дневникът на Бриджит Джоунс“ за екран. Къртис познава писателката на романа Хелън Филдинг. Всъщност именно на нея той отдава добавката „... и едно погребение“ в заглавието на един от хитовете си, тъй като само „четири сватби“ звучало прекалено оптимистично. Къртис е съсценарист в „Дневникът на Бриджит Джоунс“. Две години по-късно Къртис отново работи с „Уъркинг Тайтъл“, за да напише и режисира „Наистина любов“.
В много интервюта Къртис е заявява, че любимият му филм е „Нашвил“ на Робърт Алтмън и разпръснатата мултиперсонажна структура на „Наистина любов“ несъмнено дължи нещо на Алтмън. Във филма участват много известни британски актьори като Хю Грант, Колин Фърт, Ема Томпсън, Лиъм Нийсън, Алън Рикмън и Кийра Найтли, преплитайки ролите си в на пръв поглед хаотично свързани отделни любовни истории, обединени в общ филм.
През 2005 г. BBC и HBO продуцират филма „Момичето в кафенето“, като част от кампанията „Превърни бедността в история“ („Make Poverty History“) и концертите „Live 8“. Филмът е с участието на Бил Най в ролята на служител и Кели Макдоналд като млада жена, в която той се влюбва по време на конференцията на Г8 в Исландия. Героинята на Макдоналд го убеждава да повдигне въпроса дали в развитите страни по света не може да се направи нещо повече в помощ на по-бедните. Филмът е излъчен в ефир точно преди конференцията през 2005 г. През 2006 г. филмът е номиниран за две награди „Златен глобус“, печели награда БАФТА и три награди „Еми“ – за „изключителен телевизионен филм“, за „изключителна поддържаща женска роля“ и за „изключителен сценарий“.
През май 2007 г. получава членската награда на БАФТА. Тя му е връчена благодарение на неговата успешна филмова кариера и благотворителните му действия.
Понастоящем Къртис работи заедно с Антъни Мингела по адаптация на романа на Алегзандър Маккол Смит – „The No. 1 Ladies' Detective Agency“.